# Yūki Nagasato
Yūki Nagasato (Atsugi, Kanagawa, Japón; 15 de julio de 1987) es una futbolista japonesa que juega como delantera en el Racing Louisville de la National Women's Soccer League (NWSL) de Estados Unidos.
En 2020, Nagasato fue cedida al Hayabusa Eleven japonés, convirtiéndose en la primera mujer en jugar en un equipo de fútbol masculino en Japón.

## Trayectoria
Comenzó su carrera en 2001 en el NTV Beleza, con el que ganó tres ligas japonesas. En 2004 debutó con la selección japonesa absoluta.
En 2009 fichó por el Turbine Potsdam alemán, con el que ganó una Champions League y dos Bundesligas. Fue la máxima goleadora de la Bundesliga 2013 con 18 goles. Durante esta etapa también ganó el Mundial 2011 y una plata en los Juegos Olímpicos de Londres.
En julio de 2013 fichó por el Chelsea.
Ha jugado también en la NWSL con Chicago Red Stars.
En 2020, tras ser cedida al Hayabusa Eleven, Nagasato hizo historia al convertirse en la primera futbolista femenina en jugar en un equipo de fútbol masculino en Japón.

## Vida personal
Tiene dos hermanos futbolistas. Su hermano mayor Genki ha jugado en varios equipos de Japón y Tailandia, y su hermana pequeña Asano jugó al igual que ella en el Turbine Potsdam.

## Estadísticas

### Clubes
| Club              | País           | Año             |
| ----------------- | -------------- | --------------- |
| NTV Beleza        | Japón          | 2002 - 2009     |
| Turbine Potsdam   | Alemania       | 2010 - 2013     |
| Chelsea FC        | Inglaterra     | 2013 - 2014     |
| Wolfsburgo        | Alemania       | 2015            |
| Fráncfort         | Alemania       | 2015 - 2017     |
| Chicago Red Stars | Estados Unidos | 2017 - 2020     |
| Brisbane Roar     | Australia      | 2018 - 2019     |
| Hayabusa Eleven   | Japón          | 2020            |
| Racing Louisville | Estados Unidos | 2020 - presente |

## Palmarés

### Títulos nacionales
| Título                       | Club            | País     | Año       |
| ---------------------------- | --------------- | -------- | --------- |
| Nadeshiko League             | NTV Beleza      | Japón    | 2002      |
| Nadeshiko League             | NTV Beleza      | Japón    | 2005      |
| Copa de la Emperatriz        | NTV Beleza      | Japón    | 2005      |
| Copa de la Emperatriz        | NTV Beleza      | Japón    | 2006      |
| Copa Nadeshiko League        | NTV Beleza      | Japón    | 2007      |
| Nadeshiko League             | NTV Beleza      | Japón    | 2008      |
| Copa de la Emperatriz        | NTV Beleza      | Japón    | 2008      |
| Copa de la Emperatriz        | NTV Beleza      | Japón    | 2010      |
| Bundesliga Femenina          | Turbine Potsdam | Alemania | 2009-10   |
| Liga de Campeones de la UEFA | Turbine Potsdam | Alemania | 2009-2010 |
| Bundesliga Femenina          | Turbine Potsdam | Alemania | 2010-11   |
| Copa de Alemania             | Wolfsburgo      | Alemania | 2014-15   |

### Títulos internacionales
| Título                          | Club  | País     | Año  |
| ------------------------------- | ----- | -------- | ---- |
| Juegos Asiáticos                | Japón | Doha     | 2006 |
| Campeonato del Este de Asia     | Japón | China    | 2008 |
| Copa Mundial Femenina de Fútbol | Japón | Alemania | 2011 |
| Juegos Olímpicos                | Japón | Londres  | 2012 |